# Francesco II. Sforza

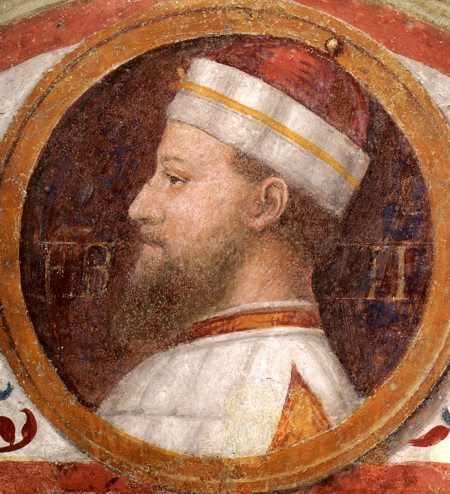
Francesco II. Sforza

Francesco II. Sforza (* 4. Februar 1495; † 24. Oktober 1535) war der jüngere Sohn des Herzogs Ludovico Sforza von Mailand und der Beatrice d’Este und der letzte souveräne Herzog von Mailand in der Geschichte.

## Leben
Als sein Vater 1499 vom französischen König Ludwig XII. gestürzt und im Schloss Loches eingekerkert wurde, floh Francesco mit seinem älteren Bruder Massimiliano an den Hof Kaiser Maximilians, der mit seiner Cousine Bianca Maria Sforza verheiratet war.
Massimiliano wurde 1512 von den Schweizern in Mailand wieder eingesetzt, nach der vernichtenden Niederlage seiner Verbündeten in der Schlacht bei Marignano 1515 trat er jedoch seine Rechte an Franz I. von Frankreich (regierte 1515–1547) gegen eine Rente von 30.000 Dukaten ab und starb 1530 in Paris.
Francesco nahm Mailand nach der Niederlage der Franzosen in der Schlacht bei Bicocca 1522 selbst in Besitz und trat 1526 der Liga von Cognac gegen Kaiser Karl V. (regierte 1519–1555) bei. Er war unpopulär aufgrund seiner Steuererhebungen. 1533 heiratete er als schwer kranker Mann per procurationem die erst zwölfjährige Nichte des Kaisers Christina von Dänemark. Da er jedoch bereits am 24. Oktober 1535 starb, endete mit ihm die direkte männliche Linie der Sforza. Das Herzogtum Mailand ging an den Kaiser über.